# Gabaraye Merengue I
Gabaraye Merengue I (ou Gabaraye Meringue I, Gabareye Merigne I, Gabarey Merengue I) est une localité du Cameroun située dans la commune de Guémé, le département du Mayo-Danay et la Région de l'Extrême-Nord, à proximité de la frontière avec le Tchad.

## Population
En 1967 la localité comptait 1 490 habitants, principalement des Mousgoum. À cette date, elle était dotée d'une école publique à cycle complet. Un marché s'y tenait le mardi.
Lors du recensement de 2005, on y a dénombré 2 215 personnes.